# 提洛同盟

公元前431年，伯罗奔尼撒战争之前的提洛同盟城邦 （图示黄色），雅典的辖地显示为红色

提洛同盟（Delian League）成立于公元前478年，是希腊城邦组成的一个联盟，成员在150个至173个之间，由雅典领导。在波斯第二次入侵希腊的最后阶段，希腊在普拉提亚战役中获得胜利后，为了继续对抗波斯帝国而成立此同盟。同盟的名字来源于官方会议的地址提洛岛，议会在岛上的神庙内召开，财产也保存在这个岛上，伯里克利于公元前454年将这些财产转移到了雅典。
在这个同盟成立后不久，雅典开始为了自身利益而利用同盟的海军。这种行为经常导致雅典和同盟内其他弱势成员之间产生冲突。而斯巴达并不乐见雅典扩张霸权，建立了伯罗奔尼撒联盟与提洛同盟对抗。在公元前431年，两大同盟爆发战争，史称伯罗奔尼撒战争，公元前404年，提洛同盟战败而解散。

## 背景
希波战争根源于公元前550年居鲁士大帝开创阿契美尼德波斯帝国后对小亚细亚的希腊城邦（特别是伊奥尼亚）的侵略，波斯帝国发现爱奥尼亚难以统治，最终决定在爱奥尼亚地区的每个城邦内安插一名僭主。希腊城邦过去常受僭主统治，这是衰退的专制政府的一种形式。公元前500年，爱奥尼亚反抗波斯暴君的时机似乎已成熟，酝酿已久的紧张局势最终被米利都的暴君阿里斯塔格拉斯的行为点燃，爆发公开叛乱，为了在公元前499年一次损失惨重的波斯支持的远征远征后自救，阿里斯塔格拉斯选择宣布米利都成为民主国家。这也引发了爱奥尼亚其他地区类似的反抗，波及到多丽丝和伊奥利亚，是“爱奥尼亚起义”的开始。
希腊城邦雅典和埃雷特里亚也加入到了由阿里斯塔格拉斯引起的这场斗争中，在他们唯一的战役季节（公元前498年）期间，也促成了对波斯萨第斯地区的首府进行掠夺和烧毁。在这之后，爱奥尼亚起义持续了五年（没有了其他外在援助），最终被波斯帝国完全镇压。然而在此之后，波斯国王大流士大帝做出一个具有重大历史意义的决定，尽管已经成功压制了这场起义，还要继续对支持这场起义的雅典和埃雷特里亚施加惩罚。爱奥尼亚起义已经严重威胁到了大流士帝国的稳定，如不加以解决，希腊主要城邦地区还将继续对波斯形成威胁。大流士大帝以侵略雅典和埃雷特里亚为开始，计划完全征服希腊。
在接下来的二十年间，波斯两次入侵希腊，而多亏了希腊历史学家，将这些历史上最著名的战役写入历史。第一次入侵希腊，波斯帝国占领了色雷斯，马其顿和爱琴海群岛，并摧毁了埃雷特里亚。然而，在公元前490年这次入侵以雅典在马拉松战役中的决定性胜利而告终。就在这两次入侵之间，大流士大帝去世，战争的责任落到了他儿子薛西斯一世的肩上。
在公元前480年，薛西斯一世亲自领导了第二次入侵希腊战争，带领了大量（尽管经常被夸大）的陆军和海军前往希腊。在两个同时进行的温泉关战役和阿提密西安海战中，选择抵抗的希腊人（“同盟军”）被打败了。除了伯罗奔尼撒半岛外的希腊其他地区都落入了波斯人的手中，波斯人试图一次完全终结同盟军，但在非常关键的萨拉米斯战役中战败。第二年，也就是公元前479年，同盟军集结了当时最庞大的希腊军队，在普拉提亚战役中击退了波斯入侵军队，结束了这次入侵以及其对希腊的威胁。
据说，同盟军的舰队在与普拉提亚战役同一天的米卡勒战役中，打败了士气低落的波斯舰队的残兵剩将。这次战役标志着波斯帝国第二次入侵的结束，希波战争步入一个新的阶段——希腊反击阶段。在米卡勒战役后，小亚细亚的希腊城邦再次发动起义，而波斯人已无力阻止。同盟军舰队开到了仍受波斯控制的色雷斯加利波利半岛，包围和占领了塞斯托斯。在第二年的公元前478年，同盟军派出军队去占领拜占庭（现在的伊斯坦布尔）。这次围攻取得了成功，但是斯巴达的将军普萨尼亚斯的行为疏远了许多同盟军，最终导致鲍桑尼亚将他召回。

## 同盟的形成
占领拜占庭后，斯巴达迫切想要脱离这场战争。斯巴达人认为解放了希腊大陆和小亚细亚的希腊城邦，战争的目的就已达到，另一方面可能也觉得要为希腊人建立长期的安全保障是不可能的。在米卡勒战役后，斯巴达国王莱奥提基德斯就已提议将全部希腊人从小亚细亚迁移到欧洲大陆，他认为这是使他们永久摆脱波斯人统治的唯一办法。米卡勒的雅典指挥官科桑西普斯愤怒地否决了这个提议，爱奥尼亚一开始就是雅典的殖民地，如果没有其他人站出来，雅典人一定会站出来支持爱奥尼亚人。这标志着希腊同盟军的领导权事实上已经转移到了雅典人手上。随着斯巴达在占领拜占庭后退军，雅典的领导权已十分明确。
反抗薛西斯入侵的这个松散的城邦同盟以前一直由斯巴达和伯罗奔尼撒同盟领导，随着他们的退出，剩余的城邦在提洛岛上召开了一次议会来组织一个新的同盟继续反抗波斯人，于是产生了现在所讲的“提洛同盟”这个称号。根据修西得底斯所说，这个同盟的目标是“通过毁坏国王的领土来为他们所遭受的不公复仇”。
事实上，这个目标被分成三个主要的行动——为以后的侵略做准备，向波斯复仇以及得出瓜分战利品的手段。同盟成员有两个选择，要么提供军力，要么给同盟军的金库缴税，大多数城邦选择了缴税。提洛同盟的成员宣誓同仇敌忾，并将铁锭扔进海里象征他们的同盟永不可破。雅典政治家阿里斯提德将他的余生都投入到了同盟的事业中，若干年后在本都去世时（据普鲁塔克所言），还在判定新成员的应缴税额。

## 组成和扩张

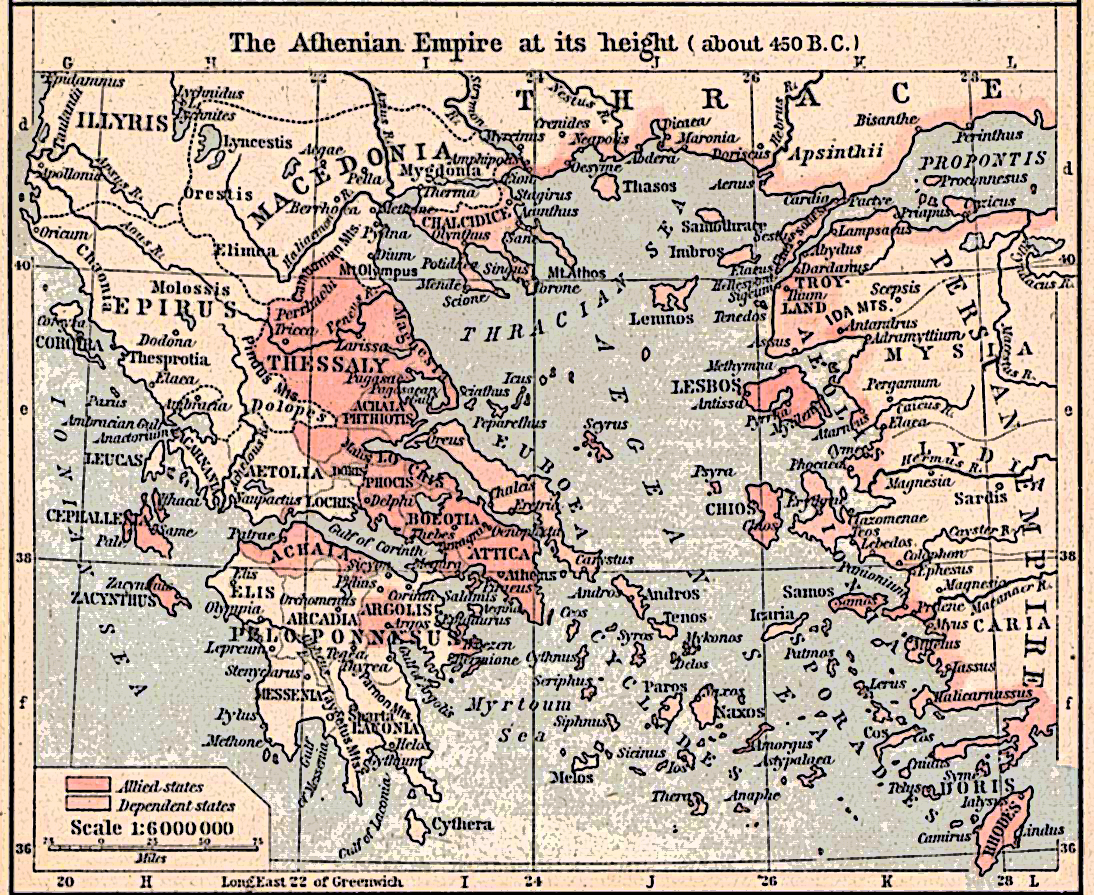
巅峰时期的雅典王国，公元前450年

同盟成立后的头十年，客蒙强迫埃维亚岛的克里斯多斯加入同盟，征服了斯基罗斯岛并派雅典人到那里殖民。
随着时间的推移，特别是通过对反动的镇压，雅典在同盟内树立了霸主的地位。修西得底斯描述了雅典对同盟的统治逐步扩大的过程： 
 拖欠贡品和船只以及未充分履行职责的相关行为，是引起背叛同盟的首要原因；雅典人十分严苛，他们对那些没有适应连续工作或者尚未派上用途的人进行压迫，此行为令其讨人厌恶。在一些其他方面，雅典人不再是刚开始那个受欢迎的统治者，一旦他们所履行的职责比公平分配的份额要多，减少想要离开同盟的成员相应地对他们来说就更加容易。雅典人也要求其他成员用钱而不是船只和人力来支付成员国所应付的花销份额，对此隶属的城邦只能怪自己，因为当他们不想履行对同盟的义务时，只能使大多数人离开自己的家乡。从而雅典用成员贡献的资金强大了自己的海军，其他成员的起义也总是缺乏足够的资源和有经验的领导而无法成功。

## 叛乱

### 纳克索斯
纳克索斯岛在公元前471年想要退出同盟，也是第一个尝试退出同盟的成员。在被压制后，根据后来相似的起义结果，纳克索斯应该是被强制拆除了它的城墙，并且失去了在同盟里的舰队和投票权。

### 萨索斯
公元前465年，雅典人在斯特里蒙河畔建立了安菲波利斯殖民地。同盟成员之一的萨索斯看到自己在潘盖翁山的矿井利益受到同盟的威胁和损害，于是脱离了同盟并投靠波斯，萨索斯请求斯巴达的帮助但受到了拒绝，因为斯巴达正经历其史上最大的奴隶革命。
这场革命战争的后果之一是，客蒙失败然后被流放，而雅典和斯巴达也互相成为敌人。经历三年的包围后，萨索斯最终被重新占领，被强迫重回同盟。对萨索斯的包围标志着提洛同盟从同盟向霸权组织（用修西得底斯的话来说）的转变。
两年后萨索斯向雅典领导人客蒙投降。因此萨索斯用于防御的墙被拆毁，他们的领土、领海和船只都由雅典没收充公。萨索斯的矿山也交由雅典管理，每年还必须缴纳贡品和罚款。

## 同盟政策
公元前461年，客蒙被流放，但他成功地受到厄菲阿尔特和伯里克利等民主人士的影响。这也预示了雅典在外交政策上的完全转变：不再与斯巴达联盟，而是与斯巴达的敌人阿尔戈斯和色萨利结盟。墨伽拉也离开了斯巴达为首的伯罗奔尼撒联盟，转而与雅典结盟，从而使雅典得以在科林斯地峡建造两堵墙，以防御那个地区的攻击。大约在同时期，由很有影响力的发言人地米斯托克利倡导，雅典还修建了将雅典城与比雷埃夫斯港连接起来的“长墙”，使之能有效抵御来自陆地的攻击。
在公元前454年，雅典将军伯里克利将提洛同盟的财产从提洛岛转移到了雅典，并宣称是为了保卫财产安全免遭波斯窃取。然而，希腊历史学家普鲁塔克表明许多伯里克利的对手都将这视为是雅典对同盟财产的霸占，旨在资助防御工程的修建。雅典也不再接受同盟成员的船只，人力和武器，转而只接受金钱。 
雅典的这个新金库用途有很多，不仅用来修建同盟的防御工事，也被伯里克利用来修建雅典卫城的帕特农神庙，以取代一个旧神庙，还被用来支付其他很多非防御用途的花销。提洛同盟开始从联盟向帝国转变。

## 反波斯政策
同盟与波斯之间的战争仍在持续。公元前460年，埃及发动起义，当地的希腊领导人伊那罗斯和阿米尔塔尼乌斯向雅典请求支援。伯里克利带领原本准备袭击塞浦路斯的250艘船只前往支援埃及，因为这可以进一步削弱波斯。然而四年后，埃及起义被阿契美尼德的迈加比佐斯将军镇压，从而控制了更大一部分雅典军。事实上，据伊索克拉底考证，雅典人和他们的同盟在这次远征中共损失了20000兵力，幸存者逃到了昔兰尼最终得以回家。
这就是雅典将同盟金库转移的主要（公开）原因——进一步巩固他们对同盟的控制权。波斯乘胜追击，派遣一支舰队重新控制塞浦路斯，并派遣200艘船只迎击客蒙（于公元前451年结束流放回归雅典）领导的军队。客蒙在围攻基提翁时死去，但他的军队在陆地和海洋上都赢得了胜利，将波斯军逐出了萨拉米斯和塞浦路斯。
这是对抗波斯的最后一次重要战役。许多作者报道了在公元前450年，希波达成了卡里阿斯和约，但另一些作者认为这个条约是后世虚构出来壮大雅典声誉的。无论如何，他们绝对达成了一次和解，使雅典人能够完全专注于希腊内部事务。

## 希腊内部战争
不久爆发了伯罗奔尼撒战争。公元前458年，雅典军封锁了埃伊纳岛，同时派出由定期服兵役的老少人群组成的军队，以保护迈加拉免受科林蒂安的侵害。接下来的一年里，斯巴达向玻俄提亚派军，恢复底比斯的兵力，以帮助控制雅典军。撤退路线被阻断后，他们决定向雅典进发，此时“长墙”还未完工，斯巴达军在塔纳格拉之战中取得了胜利。完成这一切后，他们得以通过马加里回城。两个月后，穆罗尼德斯领导的雅典军进攻波伊俄提亚，赢得了奥诺菲塔之战的胜利，控制了除底比斯以外的整个国家。
公元前449年与波斯达成和平后，局势又出现了反转。在公元前447年的科罗尼亚之战使雅典失去了埃维亚岛。埃维亚和迈加拉都发生叛乱，埃维亚最终继续作为进贡的盟友，迈加拉则永久地脱离了联盟的控制。提洛同盟和伯罗奔尼撒同盟签订了一个为期30年的和平条约，但只持续到了公元前431年就爆发了伯罗奔尼撒战争。
在这场战争期间起义不成功的城邦看到了米蒂利尼（莱斯沃斯岛的主要城市）的下场。叛乱失败后，雅典判处了全部男性死刑。几经考虑后，又撤消了这个命令，只杀死了领导叛乱的1000个头目，随后将整个岛的土地重新分配给了雅典公民，并让他们移居到了莱斯沃斯岛上。
这种判决并不仅只针对叛乱的城邦。修西得底斯记录了最初由斯巴达建立，在此次战争中中立的一个小岛米洛斯的例子。米洛斯人有两个选择，成为雅典的盟友或者被雅典征服。他们选择了反抗后，被围剿打败，男人被杀死，女人被卖做奴隶（见于米洛斯人对话）。

## 雅典帝国（公元前454年-404年）
在公元前454年之前，提洛同盟本质上可以说是雅典帝国；在伯罗奔尼撒战争的开始时，只有希俄斯岛和莱斯沃斯岛还在向雅典提供船只，这些城邦非常弱小，如果得不到其他支持就无法脱离同盟存活下去。莱斯沃斯最初尝试反抗，但是完全失败了。希俄斯岛是提洛同盟内除雅典外最强大的原始成员，是最后一个发起反抗的，在叙拉古远征中取得了若干年的胜利，也鼓舞了所有爱奥尼亚人的起义，但所有这些起义最终都被雅典成功压制。
为了进一步加强雅典对其的帝国的控制，伯里克利在公元前450年开始实行“军事殖民”制度（古希腊将征服土地分配给公民的制度）——这些准殖民地与雅典本土密切相连，作为维持控制同盟大片领土的守卫部队。而且伯里克利雇佣了许多官员来管理雅典帝国：proxenoi负责维系雅典与同盟其他成员之间的友好关系；episkopoi和执政官负责监督同盟成员贡品的缴纳；hellenotamiai代表雅典接受贡品。
经历了27年的战乱，雅典帝国并不十分稳定，斯巴达借助波斯的援助以及雅典内讧的时机，最终击败雅典。然而，她不久又卷土重来。作为一个海上自卫同盟的第二个雅典帝国于公元前377年成立，同样由雅典领导。但是雅典已无法完全重振曾经的雄风，她的敌人也已更加强大和多样。

## 扩展阅读
- Jack Martin Balcer (ed.): Studien zum Attischen Seebund. Konstanz 1984.
- Ryan Balot: The Freedom to Rule: Athenian Imperialism and Democratic Masculinity. In: David Edward Tabachnick - Toivo Koivukoski (eds.): Enduring Empire. Ancient Lessons for Global Politics. London 2009, pp. 54–68.
- Christian Meier: Athen. Ein Neubeginn der Weltgeschichte. Munich 1995.
- Russell Meiggs: The Athenian empire. Repr., with corr. Oxford 1979.
- P. J. Rhodes: The Athenian Empire. Oxford 1985.
- Wolfgang Schuller: Die Herrschaft der Athener im Ersten Attischen Seebund. Berlin – New York 1974.